# Paróquia de Catahoula
A Paróquia de Catahoula é uma das 64 paróquias do estado americano da Luisiana. A sede da paróquia é Harrisonburg, e sua maior cidade é Harrisonburg. A paróquia possui uma área de 1 915 km² (dos quais 93 km² estão cobertas por água), uma população de 10 920 habitantes, e uma densidade populacional de 6 hab/km² (segundo o censo nacional de 2000). 